# 宇都宮市
宇都宮市（日语：／ Utsunomiya shi */?）是位於日本栃木縣中部的都市，地處日本首都東京以北約105公里，一級河川鬼怒川流經市內。宇都宮市為栃木縣首府、中核市之一，同時是北關東最大都市，人口約51萬人，以該市為中心的宇都宮都市圈的人口約89萬人。二戰後市內的東部地區進行大規模的工業開發。當地在江戶時代是重要的交通樞紐。在戊辰戰爭和第二次世界大戰中，境內許多歷史建築被破壞，但宇都宮城、松峰教會、清岩寺鐵塔婆等歷史遺產得到保護，其中宇都宮城舊址公園被選定為日本100大歷史公園。宇都宮市亦以「餃子之城」聞名，市民在餃子上的人均消費量位居日本各都市前列。
宇都宮於1896年4月1日建市，2007年3月31日與上河內町及河內町合併。
2016年10月23日，宇都宮市發生連環爆炸事件。

## 地理
宇都公市位于栃木縣中部、關東平原北部，南部有廣闊的平原為主。鬼怒川、田川、釜川、姿川流過市區。氣候屬內陸性氣候。冬季寒冷，夏季則常有閃電，故當地有「雷都」的別名。因宇都宮市為全日本消耗餃子最多的地方，以餃子聞名全國，故餃子是宇都宮的代表，宇都宮車站前有一著名的餃子雕像。
宇都宮市為第14師團的編成地，在中國抗日戰爭中，第14師團主要在華北與滿州駐扎轉戰，有大量復員士兵帶回了中國大陸北方的餃子文化。另外，滿州的白城子陸軍飛行學校在1944年遷校至宇都宮，也帶來了久居滿州國的教職員與眷屬。以上種種因素，使得中國大陸北方飲食文化因此在宇都宮生根。

### 基本概況

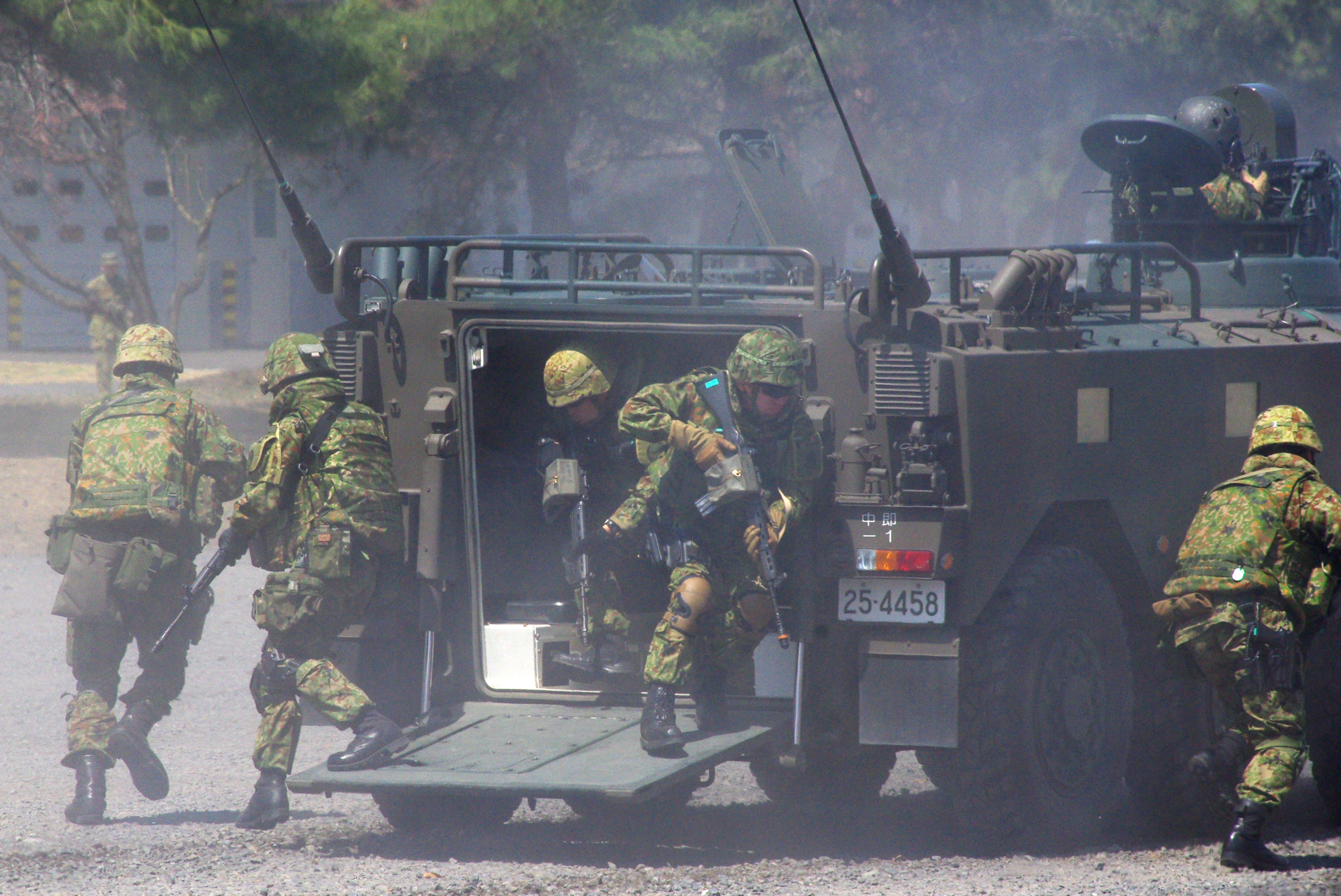
宇都宮基地的自衛隊

- 面積：312.16平方公里
- 人口：459,210人 
  - 男性：229,599人
  - 女性：229,611人
- 家庭数：185,736戶
- 人口密度：1,471.07人/km²

（2006年9月1日推測）

## 交通

### 鐵道
東日本旅客鐵道（JR東日本）
- 東北新幹線 : 宇都宮站

- 東北本線（宇都宮線）: 雀宮站 - 宇都宮站 - 岡本站

- 日光線  : 宇都宮站 - 鶴田站

東武鐵道
- 東武鐵道宇都宮線 : 西川田站 - 江曾島站 - 南宇都宮站 - 東武宇都宮站

宇都宮輕軌
- 宇都宮芳賀輕軌線 : 宇都宮站東口 - 結之杜東

## 姊妹都市
- 新西兰，曼努考 （現為奧克蘭超級城的一部分）
- 中国，齊齊哈爾市
- 法國，奧爾良
- 美国，圖爾薩
- 義大利，皮耶特拉桑塔

## 外部連結
- 宇都宮市官方網站（页面存档备份，存于）